# El resplandor (álbum)
El resplandor es el primer álbum de estudio como solista del vocalista de Electrodomésticos, Carlos Cabezas Rocuant. Fue lanzado por única vez en 1997, ya que sería descatalogado tras agotar sus unidades, mil en CD y 500 en cassette. Sin embargo, cosechó para el artista su único éxito solista, "Lo mejor de ti".
Los tres sencillos del disco fueron "Bailando en silencio", "El resplandor" y "Lo mejor de ti". Los tres tuvieron videoclip, y sólo "Lo mejor de ti" se ha mantenido en el tiempo, circulando en emisoras como Radio Uno y Radio Concierto.
Los temas "Endoncia" y "Alegarikous" fueron compuestos entre 1988 y 1991, en lo que pretendía ser el tercer disco de la banda de Carlos Cabezas, Electrodomésticos. Con posterioridad fueron incluidos en la maqueta Lost Demos, publicada por Electrodomésticos en 2014.

## Lista de canciones
Todas las canciones escritas y compuestas por Carlos Cabezas Rocuant. 
| N.º   | Título                 | Duración |  |
| 1.    | «Bailando en silencio» | 3:40     |  |
| 2.    | «El resplandor»        | 4:13     |  |
| 3.    | «Lo mejor de ti»       | 4:46     |  |
| 4.    | «Monopolygamia»        | 3:03     |  |
| 5.    | «Newfastcar»           | 3:20     |  |
| 6.    | «Un cirujano turco»    | 3:32     |  |
| 7.    | «Endoncia»             | 5:24     |  |
| 8.    | «Kor-o-wok»            | 4:14     |  |
| 9.    | «Eso tiembla (Ayer)»   | 4:09     |  |
| 10.   | «Alegarikous»          | 7:22     |  |
| 43:47 |                        |          |  |